# Guida Fonseca
Guida Fonseca (1955) é uma artista plástica portuguesa, de formação essencialmente autodidacta.
Iniciou-se na pintura em 1971. Frequentou o ateliê do escultor Fernando Fonseca, com o qual fez aprendizagem do processo cerâmico. Dedica-se à tapeçaria contemporânea desde 1988, ano em que frequentou o ateliê de Gisella Santi. Foi membro do grupo 3.4.5.
Frequentou o Curso Geral de Artes da Escola António Arroio. Fez outros cursos no CENCAL e CEARTE, bem como no Museu Nacional de Etnologia.
Foi membro organizador dos II, III e IV Simpósios de Tapeçaria Contemporânea.
Detém os “Prémios Quadrante” de 1995 a 1997 e o “Prémio Aquisição” do “I Encontro de Tapeçaria Contemporânea” do ano 2000.
Expôs no Museu Jorge Vieira de Beja em 2005 e no Museu Municipal Prof Joaquim Vermelho (Estremoz) em 2006.